# Get It (chanson de Stevie Wonder)
Pour les articles homonymes, voir Get It.
Singles de Stevie Wonder
You Will Know
(1987) My Love
(1988)
Singles par Michael Jackson
The Way You Make Me Feel
(1987) Man in the Mirror
(1988)
Get It est une chanson écrite par l'auteur-compositeur-interprète américain Stevie Wonder en 1987, chantée en duo avec Michael Jackson.
Diffusée sur son album Characters, elle sort en 1988 en guise de troisième single, atteignant la 4e position du Billboard R&B Singles.

## Contexte
Stevie Wonder et Michael Jackson collaborent depuis plusieurs années.
Dès 1974, Wonder écrit la chanson Buttercup pour les Jackson 5. Le titre ne sera finalement pas diffusé mais réapparait en 2009 sur la compilation I Want You Back! Unreleased Masters, diffusé à la mort de Michael Jackson.
La même année, Michael Jackson et ses frères participent aux chœurs du single You Haven't Done Nothin' issu de l'album Fullfillingness' First Finale de Wonder. Ils se retrouvent en 1979 sur I Can't Help It, présent sur l'album Off the Wall de Jackson, titre écrit par Wonder et Susaye Greene (en), une ancienne membre des Supremes. L'année suivante, Michael Jackson participe aux chœurs de All I Do, sur l'album Hotter than July. Ils participent encore ensemble à la reprise de State of Independence par Donna Summer en 1982 et à la chanson We Are the World, coécrite par Jackson, singles tous deux produits par Quincy Jones.
En 1987, Wonder et Jackson sortent respectivement leurs albums Characters et Bad, ce dernier contenant Just Good Friends, leur premier duo officiel. La chanson Get It constitue leur second duo et premier single en duo. Produit par Wonder, Quincy Jones et Gary Olazabal, il sort en single le 5 mai 1988 chez Motown.

### Crédits
- Stevie Wonder - voix, chœurs, synthétiseurs, guitare basse, batterie[5]
- Michael Jackson - voix
- Mary Lee Evans - chœurs
- Benjamin Bridges - guitare

### Versions
Le single sort en version single et maxi-single.
| 1. | Get It               | Stevie Wonder | 4:22 |
| 2. | Get It (intrumental) | Stevie Wonder | 4:13 |

| 1. | Get It (version maxi)               | Stevie Wonder | 6:44 |
| 2. | Get It (intrumental - version maxi) | Stevie Wonder | 6:47 |

## Classements
| Classement (1988)                             | Meilleure Position |
| --------------------------------------------- | ------------------ |
| États-Unis (Billboard Hot 100)                | 80                 |
| États-Unis (Billboard R&B)                    | 4                  |
| Royaume-Uni (UK Singles Chart)                | 37                 |
| Belgique (Ultratop 50 singles néerlandophone) | 15                 |
| France (Snep)                                 | 49                 |
| Pays-Bas (Top 100 Singles)                    | 24                 |
| Finlande (Suomen virallinen single lista)     | 22                 |

## Accueil
Cash Box la qualifie de "chanson dance légère mais groovy [...], excitante et accessible".